# Huerta de Arriba
Huerta de Arriba es una localidad y un municipio situados en la provincia de Burgos, comunidad autónoma de Castilla y León (España), comarca de Sierra de la Demanda, partido judicial de Salas de los Infantes, cabecera del ayuntamiento de su nombre.
Está documentada la presencia prehistórica de seres humanos. Los primeros datos escritos que se tienen del origen de la localidad datan del periodo de repoblación a comienzos del siglo X, según los documentos del monasterio de San Millán de la Cogolla y del Monasterio de San Pedro de Arlanza.
El auge del pueblo tienen lugar gracias a la ganadería, especialmente por la actividad trashumante de rebaños de ovejas, que desde 1273 disfrutaron de la tutela del Honrado Concejo de la Mesta.
Entre las actividades de interés medioambiental Huerta de Arriba acoge desde 2015 el Proyecto Monachus de reintroducción del buitre negro en el sistema ibérico.

## Geografía
Situado a 84 km de su capital (Burgos), en los límites con La Rioja (España) y de vertiente atlántica, en las estribaciones de la sierra de la Demanda, vierte sus aguas al río Tejero que nace en el propio término municipal y que fluye sucesivamente hacia los ríos Pedroso, Arlanza, Pisuerga y Duero; a 1.205 metros de altitud, con 154 habitantes y 33,18 km².
En sus proximidades quedan restos de una vía romana, el yacimiento de hierro en el Dique del Collado de Brinzola y en la base del Triásico y Jurásico.

## Historia
Villa, hasta 1952, de la Jurisdicción de Valdelaguna, en el partido de Aranda, jurisdicción de realengo, con alcalde ordinario.
En 1952 quedó segregado de Valle de Valdelaguna formando actualmente ayuntamiento constitucional, en el partido de Salas de los Infantes perteneciente a la región de Castilla la Vieja.
Escudo terciado en mantel. Primero, de plata con un roble de sinople, arrancado, y un jabalí de sable atravesado al tronco. Segundo, de gules con dos calderas jaqueladas de oro y sable, gringoladas de sinople y puestas en palo. Tercero, de sinople con un toro de oro saliente del flanco diestro, y un carnero de lo mismo saliente del siniestro. Al timbre, la Corona Real Española.
Bandera cuadrada compuesta por dos franjas horizontales e iguales, verde y roja. Al asta franja vertical amarilla con una anchura de 2/10 del ancho de la Bandera.
Aprobación. Escudo y Bandera aprobados por la Diputación Provincial de Burgos el 14 de mayo de 1998.Publicados en el B.O. del Estado el 19 de junio de 1998.

## Demografía
Huerta de Arriba cuenta con una población de 128 habitantes (INE 2024).
| Gráfica de evolución demográfica de Huerta de Arriba entre 1950 y 2021 |
| |
| Población de derecho según los censos de población del INE. Población de hecho según los censos de población del INE.Entre el censo de 1950 y el anterior, aparece este municipio porque se segrega del municipio Valle de Valdelaguna. |

## Cultura
La primera fiesta se celebra dependiendo de años el fin de semana a últimos de abril o a primeros de mayo, se denomina "El Mayo", donde los mozos comen en el monte y van a cortar un pino para traerlo al pueblo y "pingar" el mayo.

### San Vitores y San Agustín
Las fiestas de San Vítores y San Agustín se celebran en el mes de agosto , cuatro intensos días, 25 (víspera) , 26 (San Vitores), 27 (víspera) y 28 (San Agustín) bailando una "jota de solteros contra casados" durante una hora aproximadamente.

### Romería Virgen de Vega
Se celebra como tradición el primer sábado de septiembre y es organizada  por los cuatro pueblos que forman la Mancomunidad de Patria, es decir, Huerta de Arriba (2017), Huerta de Abajo (2018), Tolbaños de Abajo (2019) y Tolbaños de Arriba (2020), de manera que cada pueblo organiza la romería una vez cada cuatro años. Tras el inicio de la ceremonia con las letanías, sale la Cruz de procesión portándola los habitantes del pueblo que lo organice. La ceremonia acaba con el canto de la Salve al estilo serrano, una particularidad que hace que haya gente que únicamente vaya a la romería para escuchar este canto. El día se desarrolla en la misma meseta de la ermita, aunque cuando cae la noche, el pueblo convocante recibe a todos los habitantes de los otros tres pueblos restantes en una fiesta que dura hasta el amanecer.

### San Martín
La última fiesta de importancia es San Martín, se celebra el día 11 de noviembre, es el patrón de la parroquia, se hace una gran hoguera a las orillas del río Tejero.Y después hay un buen aperitivo en el salón del Ayuntamiento.

## Deporte
Desde la temporada 2017/18, se funda el equipo de futbol Huerta de Arriba C.F. que compite en la competición provincial no federada en el torneo diputación de Burgos, convirtiéndose en dos temporadas consecutivas entre los 8 mejores de la provincia de Burgos en las temporadas 2022/23 y 2023/24 en la categoría "Primera" del Trofeo Diputación. Para la temporada 2025/26 el club competira en "Segunda" del Trofeo Diputación, al descender en la temporada 2024/25. Actualmente, se están acondicionando un nuevo campo en la localidad con un sistema de riego y con capacidad para 300 espectadores, se estrenara en la temporada 2025/26 durante la temporada. Mientras los partidos locales se disputan en el Municipal Las Vegas, en la localidad de Tolbaños de Arriba con capacidad de unas 200 espectadores, sin asientos. Las equipaciones como local es de color rojo, con franja amarilla, y los porteros camiseta rosa o camiseta negra con franja amarilla. Como visitante la equipaciones son de color negro con franja amarilla.